# Robert W. Clarke Trophy
Il Robert W. Clarke Trophy è un premio annuale della American Hockey League che viene assegnato alla squadra vincitrice dei playoff della Western Conference. Prima del 1996 fu consegnato ai campioni dei playoff nella Southern Conference e nella South Division.
Il trofeo è intitolato a Robert W. Clarke, già membro del direttivo della American Hockey League.

## Vincitori
| Vittorie | Squadra             |
| -------- | ------------------- |
| 7        | Rochester Americans |
| 3        | Chicago Wolves      |
| 2        | Texas Stars         |
| 2        | Houston Aeros       |
| 2        | Milwaukee Admirals  |
| 2        | Cornwall Aces       |
| 1        | Lake Erie Monsters  |
| 1        | Utica Comets        |
| 1        | G. Rapids Griffins  |
| 1        | Toronto Marlies     |
| 1        | Manitoba Moose      |
| 1        | Hamilton Bulldogs   |
| 1        | WBS Penguins        |
| 1        | Phila. Phantoms     |
| 1        | Hershey Bears       |

### Campioni dei playoff della South Division (1990-1995)
| Stagione | Squadra             | Titolo |
| -------- | ------------------- | ------ |
| 1989-90  | Rochester Americans | 1      |
| 1990-91  | Rochester Americans | 2      |
| 1991-92  | Rochester Americans | 3      |
| 1992-93  | Rochester Americans | 4      |
| 1993-94  | Cornwall Aces       | 1      |
| 1994-95  | Cornwall Aces       | 2      |

### Campioni dei playoff in Southern Conference (1996-1997)
| Stagione | Squadra             | Titolo |
| -------- | ------------------- | ------ |
| 1995-96  | Rochester Americans | 5      |
| 1996-97  | Hershey Bears       | 1      |

### Campioni dei playoff in Western Conference (1998-)
| Stagione  | Squadra             | Titolo |
| --------- | ------------------- | ------ |
| 1997-98   | Phila. Phantoms     | 1      |
| 1998-99   | Rochester Americans | 6      |
| 1999-2000 | Rochester Americans | 7      |
| 2000-01   | WBS Penguins        | 1      |
| 2001-02   | Chicago Wolves      | 1      |
| 2002-03   | Houston Aeros       | 1      |
| 2003-04   | Milwaukee Admirals  | 1      |
| 2004-05   | Chicago Wolves      | 2      |
| 2005-06   | Milwaukee Admirals  | 2      |
| 2006-07   | Hamilton Bulldogs   | 1      |
| 2007-08   | Chicago Wolves      | 3      |
| 2008-09   | Manitoba Moose      | 1      |
| 2009-10   | Texas Stars         | 1      |
| 2010-11   | Houston Aeros       | 2      |
| 2011-12   | Toronto Marlies     | 1      |
| 2012-13   | G. Rapids Griffins  | 1      |
| 2013-14   | Texas Stars         | 2      |
| 2014-15   | Utica Comets        | 1      |
| 2015-16   | Lake Erie Monsters  | 1      |